# ثلاثة أيام من دي بان 2012
ثلاثة أيام من دي بان 2012 (بالإنجليزية: 2012 Three Days of De Panne)‏ هو سباق دراجات هوائية، وهو الموسم رقم 36 من نفس السباق، وأقيم خلال الفترة 27 مارس 2012، وحتى 29 مارس 2012، وهو أحد سباقات طواف أوروبا للدراجات 2012. فاز به الفرنسي سيلفان تشافانيل وحلّ ثانيا الهولندي لو يسترا بينما حصل على المركز الثالث البولندي ماسيج بودنار.

## الترتيب
| م                     | الدرّاج          | البلد   | الزمن |
| --------------------- | --------------- | ------- | ----- |
| الفائز بالترتيب العام | سيلفان تشافانيل | فرنسا   |       |
| الثاني                | لو يسترا        | هولندا  |       |
| الثالث                | ماسيج بودنار    | بولندا  |       |
| حسب النقاط            | ألكسندر كريستوف | النرويج | -     |

## وصلات خارجية
- ثلاثة أيام من دي بان 2012 على موقع إحصائيات الدراجات الإحترافية (الإنجليزية)